# Paola Galletti
Paola Galletti es una deportista italiana que compitió en tiro con arco, en la modalidad de arco compuesto. Ganó dos medallas de bronce en el Campeonato Mundial de Tiro con Arco en Sala de 2007 y dos medallas de plata en el Campeonato Europeo de Tiro con Arco en Sala, en los años 2006 y 2008.

## Palmarés internacional
| Campeonato Mundial en Sala | Campeonato Mundial en Sala | Campeonato Mundial en Sala | Campeonato Mundial en Sala |
| Año                        | Lugar                      | Medalla                    | Prueba                     |
| -------------------------- | -------------------------- | -------------------------- | -------------------------- |
| 2007                       | Esmirna (Turquía)          | Medalla de bronce          | Individual                 |
| 2007                       | Esmirna (Turquía)          | Medalla de bronce          | Equipo                     |
| Campeonato Europeo en Sala |                            |                            |                            |
| Año                        | Lugar                      | Medalla                    | Prueba                     |
| 2006                       | Jaén (España)              | Medalla de plata           | Equipo                     |
| 2008                       | Turín (Italia)             | Medalla de plata           | Equipo                     |